# Michael Toppelius

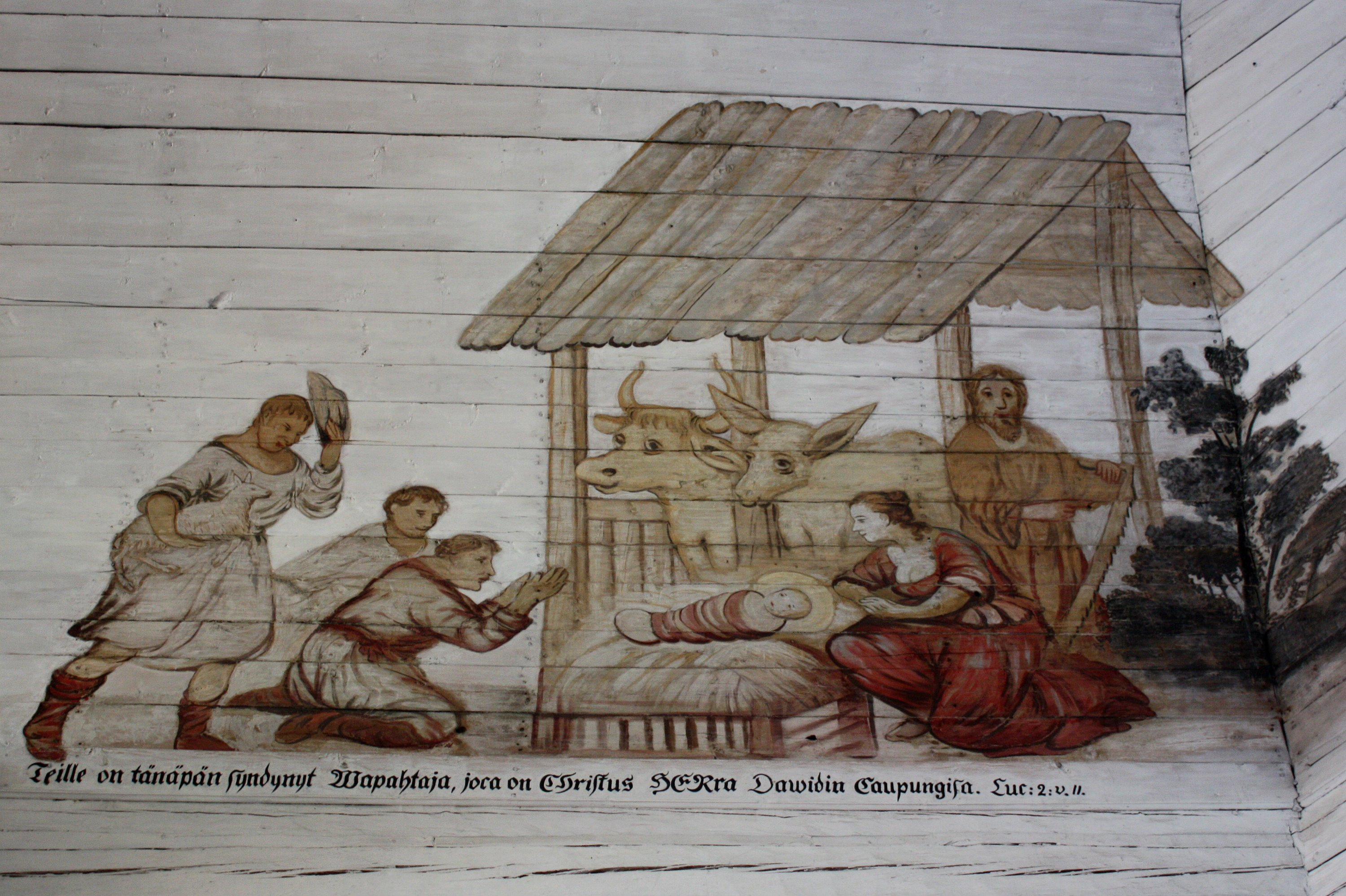
Herdarnas tillbedjan, målning av Michael Toppelius.

Michael (Mikael) Toppelius, född 10 augusti 1734 i Uleåborg, död 27 december 1821 i Uleåborg, var en finländsk målare. 
Han var son till tullförvaltaren Christoffer Toppelius och Margareta Lithovius och från 1763 gift med Maria Magdalena von Ocklawits samt far till läkaren Zacharias Topelius och sonson till tullvisitatorn Michael Toppelius samt farfar till skalden Zacharias  Topelius. Han studerade först målning för sin far som vid sidan av sitt arbete var verksam som yrkesmålare, han antogs som lärogosse av hovmålaren Johan Pasch i Stockholm 1751 där han biträdde denne med marmoreringsmålning och förgyllning på predikstolen slottskapellet. Troligen fick han även undervisning vid ritareakademien på Stockholms slott. Topelius återvände därefter till Finland 1753, där han under sex decennier målade företrädesvis altartavlor, predikstolar och dekorativ väggprydnad i kyrkor. Han var mycket produktiv och utförde arbeten i över 40 kyrkor bland annat i Ilmola, Pielavesi och Haukipudas. Han räknades som Finlands Hörberg i fråga om konstnärlig begåvning och hans konst har ett stort intresse för Finlands äldre konsthistoria.